# 东方田鹨
也称田鹨，是雀形目鹡鸰科的一种鸟类。它是留鳥（不遷徙），主要繁殖於南亞洲的開闊灌木叢、草原和耕地，分布範圍向東延伸至菲律賓。雖然稻禾鷚是亞洲地區少數繁殖的鷚之一，但在冬季，幾種其他鷚類遷徙至此，使得識別變得困難。該物種的分類非常複雜，經歷了許多變動。

## 描述
东方田鹨体重约20.44克，翼长约77.4毫米，嘴峰长约15毫米，喙宽度约3.3毫米，喙厚度约3.5毫米，跗蹠长约25.1毫米，尾长约56.4毫米。
稻禾鷚是較大的鷚，長約15厘米，但外觀並不顯眼，主要是灰褐色的條紋，上身呈深色條紋，下身較淺，胸部有條紋。腿長，尾巴長，喙細長且呈深色。雌雄相似，夏季和冬季的羽色相同。幼鳥的下身顏色較成鳥豐富，上半身羽毛的淺邊緣更加顯眼，胸部斑點也更加突出。來自印度西北部和巴基斯坦的waitei種群顏色較淡，而西高止山脈的malayensis種群體型較大，顏色較深，條紋較重，rufulus則處於中間地帶。
冬季需要特別注意區分該物種與冬季在此區域的其他鷚類，如大花鷚（Anthus richardi）和布萊氏鷚（Anthus godlewskii）。稻禾鷚體型較小，外形較圓潤，尾巴較短，飛行時振翅較弱。其通常發出的特徵叫聲是chip-chip-chip，與大花鷚（爆發性的「shreep」shreep）和布萊氏鷚（鼻音的「pschreen」pschreen）的叫聲不同。平原鷚背部條紋較少，具有黑色的眼紋和較長的尾巴。來自西高止山脈的種群有時會與尼爾吉里鷚極為相似。

## 分類與系統學
該物種中的某些亞種曾被視為田鷚（Anthus novaeseelandiae）的亞種，且該分類一直處於變動狀態。隨著年齡和地理位置的不同，稻禾鷚的顏色和形態變異顯著，這使得博物館標本的識別更加困難。目前該物種包括六個亞種。
- rufulus由路易·皮耶·維亞律於1818年描述，分布於印度次大陸的大部分地區（西北部、北部和最南西部除外），向東延伸至中國南部，南至泰國南部和中南半島。
- waitei由休·惠斯勒於1936年描述（並非一般被認可），分布於印度次大陸西北部的乾燥區域。
- malayensis由托馬斯·坎貝爾·艾頓於1839年描述，是分布於西高止山脈和斯里蘭卡濕潤區的深色形態。
- lugubris由瓦爾登子爵於1875年描述，分布於菲律賓，可能也分布於婆羅洲北部。
- albidus由埃爾溫·施特雷澤曼於1912年描述，分布於蘇拉威西島、巴厘島和小巽他群島的西部（龍目島、松巴哇島、科莫多島、帕達爾島、林卡島、弗洛勒斯島、松巴島）。
- medius由華萊士於1864年描述，分布於小巽他群島的東部（Sawu、Roti、Timor、Kisar、Leti、Moa、Sermata）。

一些學者認為稻禾鷚是大花鷚A. richardi的亞種。

## 行為與生態
稻禾鷚是一種廣泛分布的物種，主要生活在開闊的棲地，尤其是短草地和有裸露地面的耕地。它在地面上迅速奔跑，受驚時不會飛遠。
稻禾鷚全年繁殖，但主要在乾季。每年可能撫育兩窩或更多的幼鳥。繁殖季節時，雄鳥會在低空短距離飛行中不斷重複叫聲。巢築於地面，通常位於略高處的草叢下或灌木邊緣，由草和葉子編織而成，通常呈杯狀。暴露在外的巢有時會有圓頂或半圓頂，長草會從巢的後部和側面延伸至頂部。巢內襯有較細的草根，有時在巢底鋪有一些乾苔蘚、蕨類或其他材料。通常每窩產三到四顆卵，卵呈綠色，帶有小而密集的棕色斑點，主要集中在大的一端。當鳥巢受到干擾時，親鳥會在附近振翅，發出微弱的tsip-tsip-tsip叫聲，並可能假裝受傷以轉移掠食者的注意。稻禾鷚主要以小型昆蟲為食，但也會捕食較大的甲蟲、小蝸牛、蠕蟲等，並在地面行走時覓食，有時會追捕飛行中的昆蟲，如蚊子或白蟻。
已知該物種會感染一種Haemoproteus，名為H. anthi。